# Lista de comarcas do Ceará
Este anexo contém a lista de comarcas do Ceará..
1. Abaiara
2. Acarape
3. Acaraú
4. Acopiara
5. Aiuaba
6. Alcantaras
7. Altaneira
8. Alto Santo
9. Amontada
10. Antonina do Norte
11. Apuiarés
12. Aquiraz
13. Aracati
14. Aracoiaba